# Microrégion de Tucuruí

Localisation de la microrégion de Tucuruí au Brésil

La microrégion de Tucuruí est l'une des sept microrégions qui subdivisent le Sud-Est de l'État du Pará au Brésil.
Elle comporte 6 municipalités qui regroupaient 313 424 habitants en 2006 pour une superficie totale de 32 917 km2.

## Municipalités[1]
- Breu Branco
- Itupiranga
- Jacundá
- Nova Ipixuna
- Novo Repartimento
- Tucuruí